# Edda Schönherz
Edda Schönherz geborene Staack (* 3. Mai 1944 in Bad Landeck, Provinz Niederschlesien) ist eine ehemalige deutsche Fernsehansagerin. Als Opfer der SED-Diktatur tritt sie als Zeitzeugin auf und wurde für ihr Engagement für die Aufarbeitung von SED-Unrecht mit dem Bundesverdienstkreuz  ausgezeichnet.

## Leben und Wirken
Edda Schönherz wuchs in Berlin auf, ging dort zur Schule und machte zunächst eine Ausbildung zur Großhandelskauffrau für Bekleidungstextilien. Parallel war sie Trapezsportlerin, wodurch Mitarbeiter des DDR-Fernsehens auf sie aufmerksam wurden. Ab 1966 studierte sie drei Jahre lang an der Fernsehakademie in Adlershof und machte eine Ausbildung zur Ansage- und Fernsehmoderatorin mit Grundkenntnissen der Journalistik. Sie gab im Oktober 1969 als TV-Ansagerin den Start des Farbfernsehens in der DDR bekannt.
Schönherz gehörte keiner Partei an und stand den Verhältnissen in der DDR kritisch gegenüber. Während eines Urlaubsaufenthaltes in Budapest erkundigte sie sich im August 1974 in den Botschaften der Bundesrepublik und der Vereinigten Staaten nach einer Möglichkeit, die DDR zu verlassen. Da die Botschaften observiert wurden, wurde sie einige Tage später in Ungarn festgenommen, ohne dass man ihr strafbare Handlungen nachweisen konnte. Im September 1974 wurde Edda Schönherz zur „Klärung eines Sachverhalts“ in die Untersuchungshaftanstalt des Ministeriums für Staatssicherheit in Berlin-Lichtenberg gebracht und drei Tage später von dort in die Untersuchungshaftanstalt Berlin-Hohenschönhausen verbracht. Im Dezember verurteilte man sie wegen „staatsfeindlicher Verbindungsaufnahme“ und „Vorbereitung eines ungesetzlichen Grenzübertritts in besonders schwerem Fall“ zu drei Jahren Zuchthaus. Sie kam in das berüchtigte Frauengefängnis Hoheneck in Stollberg/Erzgeb. Nach der Entlassung aus der Haft sollte Edda Schönherz im September 1977 als Hilfskraft in einer Großbäckerei arbeiten, andernfalls drohte man ihr weitere zweieinhalb Jahre Arbeitserziehungshaft an. Sie fand jedoch eine Anstellung als Fotografin bei der Katholischen Kirche in Berlin.
Da Schönherz an dem Ausreiseantrag für sich und ihre Kinder Annette und René festhielt, konnte sie im Dezember 1979 in die Bundesrepublik Deutschland ausreisen.
Von Mai 1980 bis 2000 war Schönherz feste freie Mitarbeiterin und arbeitete als Ansagerin beim Bayerischen Fernsehen in München, für das sie unter anderem Sendungen wie Fastnacht in Franken zusammen mit Egon Helmhagen moderierte.
Ende 2002 kehrte sie nach Berlin zurück und führt seit 2003 Besuchergruppen als Zeitzeugenreferentin für Politische Bildung durch die Gedenkstätte Hohenschönhausen. Im Jahr 2004 bildete Schönherz u. a. den Stammtisch der ehemaligen politischen Frauen aus Hoheneck.
Im November 2013 gründete die in der Vereinigung der Opfer des Stalinismus tätige Edda Schönherz gemeinsam mit Vera Lengsfeld und Mario Röllig aufgrund finanzieller Unstimmigkeiten in der Vereinsspitze der VOS einen unabhängigen Landesverband Berlin-Brandenburg.

## Auszeichnungen
Im Oktober 2006 wurde Schönherz für ihr Engagement für die Aufarbeitung von SED-Unrecht von Bundespräsident Horst Köhler mit dem Bundesverdienstkreuz geehrt.

## Publikation
- Die Solistin. Roman einer Frau, die von Deutschland nach Deutschland wollte. Verlag Edda Schönherz, Berlin 2012, ISBN 978-3-00-038562-9.